# Волният Уили 3: Спасението
"Волният Уили 3: Спасението" (на английски: Free Willy 3: The Rescue) е американски филм от 1997 г. Това е третият филм от поредицата „Волният Уили“. Неговите продължения са „Волният Уили“ (1993), „Волният Уили 2“ (1995) и рибута "Волният Уили: Бягство от пиратската пещера" (2010).

## Сюжет
Този път Уили е заплашван от бракониери-китоловци. Порасналият Джеси, вече 16-годишен, е започнал работа на научноизследователски кораб, който проучва популациите на косатките. Неразделените приятели Уили и Джеси отново са в смела битка с коварството на подлите бракониери. Ще надлее ли любовта към животните, или ще обедят злото, алчността и бездушието.

## Филми от поредицата за „Волният Уили“
Поредицата „Волният Уили“ включва 4 филма:
- „Волният Уили“ (1993)
- „Волният Уили 2“ (1995)
- „Волният Уили 3: Спасението“ (1997)
- „Волният Уили: Бягство от пиратската пещера“ (2010)